# Mario Huete Hernández
Mario Huete Hernández (Madrid, 16 de diciembre de 1993), también conocido como Cohuete es un jugador profesional de pádel español que ocupa la 84.ª posición del ranking World Padel Tour. Es decir, es el 74 mejor jugador del mundo.
Juega en la posición del revés y su pareja deportiva actual es Adrián Marqués, actual nº98 del ranking World Padel Tour.
A lo largo de su carrera profesional ha disputado 125 partidos oficiales, habiendo ganado 71 de ellos, es decir, un 56.80% de efectividad en sus partidos de World Padel Tour. Actualmente cuenta con 598 puntos.

## Carrera deportiva

### Inicios
Mario Huete con solo 3 años se pasaba los días en la acera de enfrente de su casa jugando al tenis con su padre, hasta que con 4 años empezaría a jugar en una escuela de Tenis.
Fue pasando por diferentes clubs hasta acabar en la Caja Mágica y pasar de entrenar a impartir él las clases.
Tras su etapa en el tenis, con 17 años, empezó a tener curiosidad por este deporte del que ahora es profesional, el pádel. Comenzó disputando los típicos torneos de fines de semana, hasta que decidió entrenar y empezar a formarse más a fondo.

### Profesional
En 2022 logró entrar en varios cuadros finales, destacando el del Estrella Damm Comunidad de Madrid Master 2022, en el cual compitió junto a Diego Gil, derrotando con un solvente 6-1 y 6-3 a José Solano y Daniel Windahl. Tras esto, fueron eliminado por Coki Nieto y Mike Yanguas en dieciseisavos de final.
En lo que va de temporada 2023, el madrileño Mario Huete ha logrado acceder a un cuadro de Master como es el WPT Marbella Master 2023, en el que junto a Álvaro Cepero, en uno de los primeros torneos que disputaban juntos tras anunciarlo en sus redes sociales, llegarían hasta dieciseisavos de final.
A día de hoy, Mario Huete afronta un nuevo proyecto junto al joven Adrián Marqués Berdonce nacido en 2002. Esta pareja con tan solo varias semanas de preparación ya ha logrado acceder a dos cuadros final, en el Human French Padel Open 2023  y en el WPT Valencia Open, disputado en Torrente.